# Necronomicon
Das Necronomicon ist ein fiktives Zauberbuch, das Anfang des 20. Jahrhunderts von H. P. Lovecraft erdacht wurde. Das Buch ist ein Teil des Cthulhu-Mythos, wobei es in die Horror- und Fantasyliteratur eingegangen ist und wie kaum ein anderes zahlreiche andere Autoren zu Geschichten um dieses Werk inspiriert hat. Es hat dabei seinen ganz eigenen Mythos entwickelt.

## Etymologie
Wie Lovecraft in einem Brief an Harry O. Fischer im Jahr 1937 schrieb, ist der Titel Griechisch und übersetzt sich: nekros νεκρός ‚Leichnam‘, nomos νόμος ‚Gesetz‘, eikon εἰκών ‚Abbild‘, ‚Ebenbild‘ ‚Bild‘, womit sich als Bedeutung Ein Abbild des Gesetzes der Toten ergibt. Neben dieser Etymologie von Lovecraft selbst gibt es andere Möglichkeiten der Herleitung, die wahrscheinlich sprachwissenschaftlich korrekter sind:
- Die Toten betreffend – von nemein νέμειν ‚in Betracht ziehen‘, ‚ansehen‘
- Wissen von den Toten – vom griechischen gnomon γνώμων ‚Kenner‘, ‚Schiedsrichter‘ oder ‚Zeiger einer Sonnenuhr‘[2] (unter der Annahme, das wortinitiale G sei verloren gegangen).
- (Das Ding) das die Bräuche/Gesetze der Toten betrifft von:
Nekros/nekr-o- (Nomen) ‚Tote (Person)‘
nomos/nom-o- (Nomen) ‚Gesetz‘, ‚Brauch‘
-ikos/-ike/-ikon (adjektivischer Suffix) ‚betreffend‘, ‚bezüglich auf‘
entsprechend: nekr-o- + nom-o- + -ikos > nekronomikos ‚die Bräuche/Gesetze der Toten betreffend‘, als Nomen dann Necronomicon[1]

Außerdem taucht manchmal als Übersetzung: Das Buch der toten Namen auf – von onoma όνομά ‚Name‘.

## Lovecrafts Necronomicon
Das Necronomicon wurde von Lovecraft 1922 zum ersten Mal namentlich in der Erzählung The Hound erwähnt, die 1924 veröffentlicht wurde. Seinen eigenen Briefen zufolge fiel ihm dieser Name in einem Traum ein. Der Titel Necronomicon ist unlösbar mit dem Namen des Autors verknüpft, dem verrückten Araber Abdul Alhazred (dessen Name, englisch ausgesprochen, all has read, also in etwa Der alles gelesen hat bedeutet). Das Necronomicon stellt in Lovecrafts Geschichten ein Mysterium dar. Sein erstes Erscheinen fand nicht durch die Erwähnung seines Titels, sondern durch seinen fiktiven Autor und ein Inhaltsfragment statt (The Nameless City, erschienen 1921). Lovecraft macht in all seinen Geschichten nur Andeutungen zum Inhalt des Buches und bezeichnet es immer als „grässlich, gefährlich, monströs“ und verboten.
Während Lovecraft naturwissenschaftlich und materialistisch orientiert war und seine Erzählungen dies auch widerspiegeln, gab ihm die Verwendung des Necronomicon eine erzählerische „Hintertür“ zur Mystik, über die er seine Liebe zur Poesie und lebhaften Prosa einbringen konnte.

### Chronologie der Fiktion bei Lovecraft
George T. Wetzel glaubte, dass Lovecraft bereits 1919 in der Kurzgeschichte Die Aussage des Randolph Carter auf das Necronomicon anspielte, ohne es explizit zu nennen'.
Diese Annahme ist vermutlich falsch, da das erwähnte „teuflische Buch“ weder in arabischer, noch in einer anderen, Carter geläufigen Sprache verfasst wurde, sondern mit Schriftzeichen geschrieben war, die er nie zuvor gesehen hatte.
- The Nameless City (dt. Stadt ohne Namen) – (1921), Erwähnung eines Inhaltsfragmentes und des Autors Abdul Alhazred
- The Hound (dt. Der Hund) – (geschrieben 1922, erschienen 1924)
- The Festival (dt. Das Fest) – (1923), Erwähnung zusammen mit anderen „legitimen“ okkulten Büchern
- The Descendant (dt. Der Sproß) – (geschrieben 1926, erschienen 1938)
- The Call of Cthulhu (dt. Cthulhus Ruf) – (geschrieben 1926, erschienen 1928), nur knapp erwähnt
- Eine weitere Anspielung ohne Erwähnung ist möglicherweise auch in The Green Meadow (1927) zu finden[8]
- The Case of Charles Dexter Ward (dt. Der Fall Charles Dexter Ward) – (geschrieben 1927, erschienen 1941), nur knapp erwähnt
- The Last Test (dt. Das letzte Experiment) – (geschrieben 1927, erschienen 1928); Revision für Adolphe De Castro; Erwähnung als Alhazred’s Azif
- History of the Necronomicon (dt. Geschichte und Chronologie des Necronomicon) – (geschrieben 1927, erschienen 1938); Hauptquelle an Informationen bei Lovecraft
- The Dunwich Horror (dt. Das Grauen von Dunwich) – (geschrieben 1928, erschienen 1929)
- The Whisperer in Darkness (dt. Der Flüsterer im Dunkeln) – (geschrieben 1930, erschienen 1931)
- Medusa’s Coil (dt. Das Haar der Medusa) – (geschrieben 1930, erschienen 1939); mit Zealia Bishop
- At the Mountains of Madness (dt. Berge des Wahnsinns) – (geschrieben 1931, erschienen 1936)
- The Dreams in the Witch-House (dt. Träume im Hexenhaus) – (geschrieben 1932, erschienen 1933)
- The Horror in the Museum (dt. Das Grauen im Museum) – (geschrieben 1932, erschienen 1933) mit Hazel Heald
- Through the Gates of the Silver Key (dt. Durch die Tore des Silberschlüssels) – (geschrieben 1932–33, erschienen 1934) mit E. Hoffmann Price
- Out of the Aeons (dt. Aus Äonen) – (geschrieben 1933, erschienen 1935) mit Hazel Heald
- The Thing on the Doorstep (dt. Das Ding auf der Schwelle) – (geschrieben 1933, erschienen 1937)
- The Shadow Out of Time (dt. Der Schatten aus der Zeit) – (geschrieben 1934–35, erschienen 1936)
- The Diary of Alonzo Typer (dt. Das Tagebuch des Alonzo Typer) – (geschrieben 1935, erschienen 1938) mit William Lumley
- The Haunter of the Dark (dt. Der leuchtende Trapezoeder) – (geschrieben 1935, erschienen 1936)

### Rezeption zu Lebzeiten
Lovecraft wurde oft mit Fragen nach dem fiktiven Buch konfrontiert und musste in vielen Briefen an die Fragesteller „gestehen“, das Necronomicon erfunden zu haben. Besonders viel Aufmerksamkeit erregte das Erscheinen des Buches in Erzählungen anderer Autoren, bei denen Lovecraft das Necronomicon als Scherz einbaute. Später verwendeten andere Autoren auf Basis ihres Briefkontaktes mit Lovecraft ebenfalls dessen Schöpfungen. Das Essay zur Geschichte des Necronomicon wurde zwar erst nach Lovecrafts Tod veröffentlicht, er kommunizierte dessen Inhalt aber bereits 1927 bruchstückhaft in Briefen an seine Schriftstellerkollegen und Brieffreunde, wie zum Beispiel Clark Ashton Smith. Der Eindruck der tatsächlichen Existenz eines Necronomicon wird von Lovecraft bestärkt, indem er die Ausgaben des Buches in den Romanen als „Raritäten“ darstellt, die nur im Besitz ganz weniger Bibliotheken seien, sowie dadurch, dass der Inhalt des fiktiven Necronomicon von den Protagonisten in Lovecrafts Werken sehr ernst genommen wird.

## Fiktive Geschichte des Necronomicons
Die wichtigste Darstellung der Fiktion ist ein kurzer Essay von H. P. Lovecraft aus dem Jahr 1927, der aber erst 1938 allgemein veröffentlicht wurde: History of the Necronomicon (deutscher Titel: Geschichte und Chronologie des Necronomicons). Darin ist knapp die Geschichte des Buches beschrieben, vom ursprünglichen Autor über mittelalterliche Abschriften und Übersetzungen bis hin zu moderneren Ausgaben, die in seinen Geschichten von den Protagonisten konsultiert oder zitiert werden.

### Das „Arabische Original“: DasKitab Al'Azif
Der ursprüngliche Text des Necronomicon stammt von Abdul Alhazred. Dabei ist Abdul Alhazred der Name, den Lovecraft schon im Alter von fünf Jahren als Pseudonym für sich verwendete, nachdem er ihn von einem älteren Verwandten, wegen seiner Liebe zum Orient der 1001 Nacht Geschichten, vorgeschlagen bekommen hatte. Für seine Geschichte und Chronologie des Necronomicon erdachte Lovecraft noch einige weitere Details dieser Figur:
Abdul Alhazred war ein wahnsinniger Lyriker aus Sanaa im Jemen, der um das Jahr 700 n. Chr. lebte. Er erforschte die Geheimnisse der vergangenen Hochkulturen von Ägypten und Babylon und durchwanderte zehn Jahre die innerarabische Wüste, die viele Gefahren und Mysterien beherbergen sollte. Er soll bis in das sagenumwobene Irem (Iram), die „Stadt der Säulen“, vorgedrungen sein und unter den Ruinen einer Wüstenstadt die Geheimnisse und Aufzeichnungen aus einer Kultur gefunden haben, die lange vor der Menschheit lebte. In seinem Wahn hatte er nicht viel für den Islam übrig, sondern verehrte unbekannte Wesen, die er Yog-Sothoth und Cthulhu nannte. Nach seinen Wanderungen ließ er sich in Damaskus nieder, wo er ab etwa 730 n. Chr. am Manuskript des Kitab Al'Azif arbeitete – dem Buch vom Summen (Kitab = Buch; Al = der, die, das …; Azif = Summen), das heißt von dem Geräusch, das die Wüstendämonen machen. Über sein Ende oder sein Verschwinden im Jahre 738 n. Chr. scheiden sich die Geister. So erzählt Ebn Khallikan, ein Biograf aus dem 12. Jahrhundert – ebenfalls eine von Lovecraft erdachte Gestalt, die auf Ibn Challikan, einen kurdischen Biografen des 13. Jahrhunderts anspielte –, dass Alhazred in vollem Tageslicht von einem unsichtbaren Schrecken verschlungen wurde, während die Zeugen des Geschehens, gelähmt vor Angst, nur zusehen konnten.
Die arabische „Originalversion“ oder auch eventuelle Kopien waren entsprechend einer Bemerkung im Vorwort der lateinischen Übersetzung bereits im 13. Jahrhundert verschollen. Anfang des 20. Jahrhunderts soll jedoch eine Kopie in San Francisco aufgetaucht sein, die aber bei einem Feuer zerstört wurde.
Bemerkung: Diese Version des Necronomicons wurde am besten von Lovecraft ausgearbeitet, wird von ihm jedoch nur einmal – und das auch nur in einer Revisionsgeschichte – erwähnt (The Last Test [dt. Das letzte Experiment] für Adolphe De Castro).

### Die „Griechische Übersetzung“
Lovecraft setzt seine Geschichte des Zauberbuchs im europäischen Mittelalter fort: Unter den Philosophen dieser Zeit soll es unter der Hand herumgereicht worden sein. 950 n. Chr. wurde das Azif dann heimlich von Theodorus Philetas von Konstantinopel ins Griechische übersetzt. Von ihm stammt auch der bekannte Titel Necronomicon. Es muss mehrere Manuskripte gegeben haben, die auch viele der Abbildungen genau reproduzierten und ein Jahrhundert lang zu schrecklichen Experimenten geführt haben, bis das Necronomicon um 1050 vom Patriarchen Michael verboten und verbrannt wurde. Lovecraft führt weiterhin aus, dass eine zwischen 1500 und 1550 in Italien gedruckte Version bei dem Brand der Bibliothek einer gewissen Person in Salem im Jahre 1692 zerstört wurde. Seitdem wurde keine griechische Fassung mehr gesehen, bis auf Gerüchte, dass die Familie Pickman eine griechische Ausgabe aus dem 16. Jahrhundert besessen habe, die aber zusammen mit dem Künstler R. U. Pickman im Jahre 1926 verschwunden sei.

### Die „Lateinische Übersetzung“
1228 übersetzte nach Lovecrafts Fiktion ein „Olaus Wormius“ (eine von Lovecraft erfundene Gestalt, die nur den Namen mit der historischen Person Olaus Wormius gemeinsam hat) eine der griechischen Fassungen ins Lateinische. Papst Gregor IX. habe kurz nach dem Erscheinen der lateinischen Version 1232 sowohl diese als auch die griechische Ausgabe verboten. Lovecraft berichtet außerdem von zwei gedruckten Auflagen des lateinischen Manuskripts – zuerst im 15. Jahrhundert in Deutschland in Frakturschrift und danach einmal im 17. Jahrhundert in Spanien. Beide Versionen weisen anscheinend keine besonderen Merkmale auf und ihre Herkunft und Datierung könnten nur anhand ihrer Typografien bestimmt werden. Entsprechend Lovecrafts Geschichte und Chronologie des Necronomicon liegt eine Ausgabe aus dem 15. Jahrhundert im British Museum unter Verschluss, während die Druckfassungen des 17. Jahrhunderts in der Französischen Nationalbibliothek in Paris, der Widener Library in Harvard, der Bibliothek der Miskatonic University in Arkham und der Bibliothek der Universität von Buenos Aires aufzufinden sein sollen. Eine weitere Ausgabe aus dem 15. Jahrhundert soll sich in der Sammlung eines bekannten amerikanischen Millionärs befinden und es sollen noch weitere Kopien im Verborgenen liegen.
Bemerkung: Das Manuskript von Olaus Wormius soll ausgiebig mit stilisierten Holzschnitten nach Vorbildern des arabischen Originals verziert gewesen sein.

### Die „Englische Übersetzung“
Der englische Mathematiker und Astrologe John Dee soll das Buch im Jahre 1586 ins Englische übersetzt haben. Die Übersetzung sei niemals gedruckt worden und nur noch in Bruchstücken erhalten.

### Weitere Eckpunkte anderer Autoren
- Im 13. Jahrhundert wurde eine französische Übersetzung angefertigt[16]
- 1590 wird eine lateinische Ausgabe in Cádiz gedruckt[17]
- 1670 übersetzt Johann Lindemuth das Necronomicon ins Deutsche unter dem Titel „Die Totenrufen“ [sic][18]
- 1848 veröffentlicht ein Verlag in Ingolstadt postum Friedrich Wilhelm von Junzts (1795–1840) deutschsprachige Übersetzung des Necronomicons unter dem Titel „Das Verichteraraberbuch“ [sic.][19]
- 1901 veröffentlicht Joachim Feery „Original Notes on the Necronomicon“[20][21]
- 1929 wird „The Oldest History of the World“ entdeckt, das von Benjamino Evangelista geschrieben wurde, in dem er sich auf das Al Azif bezieht[22]
- 1938: Doctor Laban Shrewsbury schickt das Manuskript für den ersten Band seines Buches „Cthulhu in the Necronomicon“ zum Drucken ein[23]
- 1956: Henrietta Montague übersetzt die lateinische Necronomicon-Ausgabe des British Museum ins Englische[24]
- 1969: Das 1912 von Wilfried Voynich entdeckte Manuskript entpuppt sich als eine Sammlung von Anmerkungen zum Necronomicon[25]

Eine große Zahl weiterer Eckpunkte wurden von Autoren des Rollenspiels Call of Cthulhu erfunden.

## Inhalt
Lovecraft hat als Inhalt des Necronomicons eine Art dämonischer Kosmologie sowie Zauberanleitungen erfunden. Demzufolge seien Informationen über die Älteren Wesen und ihre Zivilisation zur Zeit der Entstehung der Erde, über Schlangenmenschen und verschiedene Kultstätten im nahöstlichen Raum enthalten. Außerdem berichte das Buch über die Kulte der Götter Azathoth, Cthulhu, Nyarlathotep, Shub-Niggurath, Tsathoggua und Yog-Sothoth aus dem Mythos, den der Horrorautor in das Zentrum seines Schaffens gestellt hat. Das Necronomicon behandle nicht nur ihre Herkunft und ihre Geschichte, sondern enthalte auch zahlreiche Zauberformeln und Rituale zur Anrufung dieser „Großen Alten“.
Das Buch soll etwa 1000 Seiten voller verschlüsselter Andeutungen und Doppeldeutigkeiten enthalten, in denen verschiedene magische Anweisungen verborgen seien. Die meisten Bedeutungen und Zaubersprüche seien mit den verschiedenen Stufen der fiktiven Übersetzungen verloren gegangen.
Das Necronomicon enthalte:
- Symbole,
- Flüche,
- Hierarchie der Dämonen,
- Auflistung der Herrscher, Generäle, Könige, Heerführer,
- Beschwörungsformeln,
- Zauberformeln,
- Portale zu anderen Dimensionen.

Fällt dieses Buch einem Menschen in die Hände, der die schwarzen Künste beherrscht, so könne er mit dessen Hilfe über die Dämonen gebieten und sich ihre Fähigkeiten zu Nutze machen. Mit den Zauberformeln sei es dem Magier möglich, durch Portale in andere Dimensionen zu schlüpfen und Tote zum Leben zu erwecken. Doch schon allein das Lesen dieses Buches könne verheerende Konsequenzen haben.

## Lovecrafts Inspirationen und einige Fakten
Als Quelle für Lovecrafts Schöpfung kommt Lord Dunsany in Frage, ein literarisches Vorbild Lovecrafts. Der irische Adlige war bekannt für sein außerordentliches Interesse an okkulten Geheimnissen und ein Vertrauter des Dichters William Butler Yeats. Lord Dunsany verfasste zahlreiche fantastische Erzählungen, die auf einer eigenständigen Mythologie beruhen. Es steht außer Frage, dass er einen wesentlichen Einfluss auf das literarische Schaffen des jungen Lovecraft ausübte. Dies belegt ein im Jahr 1922 von Lovecraft verfasster Aufsatz, in dem er Lord Dunsany als „den vielleicht einzigartigen, originellsten und fantasievollsten unter den derzeit lebenden Autoren“ bezeichnet.
Der wirkliche Olaus Wormius lebte im 16. Jahrhundert. Es gibt jedoch Geschichten, in denen sowohl der wirkliche Olaus Wormius erwähnt wird als auch Olaus Wormius „der Ältere“, also Lovecrafts Wormius. Der „Ältere Wormius“ ist aber erfunden.
Mit dem Necronomicon konnte Lovecraft seine Kurzgeschichten in einen gemeinsamen Kontext stellen und damit ihre unheimliche Wirkung verstärken. Eine ähnliche Rolle spielten weitere fiktive Werke wie die Pnakotischen Manuskripte oder auch reale Werke wie die Daemonolatreia des Nicolaus Remigius von 1595. Lovecraft ermunterte andere Autoren dazu, seine Erfindung in ihren Geschichten zu verwenden, und benutzte im Gegenzug deren fiktive Bücher (zum Beispiel die Ponape Schrift (nach Lin Carter), das Liber Ivonis / Livre d'Eibon / Book of Eibon (nach Clark Ashton Smith), von Junzts Unaussprechlichen Kulten [sic!] (nach Robert E. Howard), das De Vermis Mysteriis von Ludvig Prinn und die Cultes des ghoules des Comte d'Erlette (beide nach Robert Bloch)) in seinen Geschichten.

## Weiterführung durch andere Autoren
Eine limitierte broschierte Edition Al Azif: The Necronomicon von Lyon Sprague de Camp, 1973 veröffentlicht bei Wildside PR, soll den Eindruck einer mysteriösen Handschrift vermitteln, die in einer als Duriac bezeichneten Sprache abgefasst ist, wie Sprague de Camp im Vorwort schreibt. Auch wenn im Vorwort vor einer Übersetzung oder lauten Lesung gewarnt wird, so erweist sich das Ganze bei näherem Hinschauen als Schwindel. Denn die außerordentlich verschnörkelten Zeichen, welche durchaus etwas an die arabische Schrift, aber mehr noch an das syrische Alphabet erinnern, sind derart ineinander verknotet, dass eine Entwirrung fast unmöglich scheint. Mehr noch: Der Text entpuppt sich als Wiederholung von Textbögen des Buches, so dass im Grunde nur höchstens weniger als ein Drittel des Buches als fortlaufender Text gesehen werden kann, während in den anderen zwei Dritteln des Buches dieser nur mehrfach wiederholt wird. Und das in einer Präzision, die nur Vervielfältigungsmaschinen bewerkstelligen können. Das Geheimnisvolle liegt hier nur in der Mühe des Schreibers, der viel Energie aufbringen musste, eine fiktive Schrift über dutzende Seiten „stilecht“ durchzuhalten.

## Erwähnungen in der Popkultur
Das Necronomicon wird verschiedentlich in Romanen, Filmen, der Popmusik und Computerspielen erwähnt. Die folgenden Listen führen einige Beispiele auf:

### Film und Fernsehen
- Das Necronomicon ex mortis spielt eine wichtige Rolle in dem Tanz der Teufel-Franchise (The Evil Dead) und ist der wichtigste Handlungsgegenstand im dritten Teil der Reihe, Armee der Finsternis (Army of Darkness).
- Das Necronomicon findet Erwähnung im Spielfilm Erkan und Stefan – Gegen die Mächte der Finsternis
- In der Simpsons-Folge Familienkrawall – Maggie verhaftet liest Bob Dole bei einem Treffen der Republikanischen Partei aus dem Necronomicon.
- Vier unbedarfte Mädchen erwecken in dem Film Evil Toons – Flotte Teens im Geisterhaus von 1992 mit einem Necronomicon einen Zeichentrick-Dämon zum Leben.
- In der 2002 entstandenen französisch-spanischen Horrorkomödie Bloody Mallory – Die Dämonenjägerin wird mehrfach Bezug auf das Necronomicon genommen.
- In der South-Park-Folge Coon 2: Hindsight und den Fortsetzungen Mysterion Rises und Coon vs. Coon and Friends kommt Cthulhu durch ein Dimensionstor, verursacht durch eine fehlerhafte Bohrung von BP, auf die Erde. Ein ortsansässiger Cthulhu-Kult zitiert mehrfach aus dem Necronomicon.
- Im Film Jason Goes to Hell – Die Endabrechnung findet der Protagonist das Necronomicon in einem verlassenen Haus.
- Ein Horrorfilm mit dem Titel H.P. Lovecraft’s Necronomicon kam 1993 auf den Markt. Der Film besteht aus drei Episoden, die das Necronomicon thematisieren.
- In dem Fantasy-Film Das Haus der geheimnisvollen Uhren von Regisseur Eli Roth von 2018 erweckt ein Junge mithilfe eines altertümlichen Zauberbuches über Nekromantie einen bösartigen Toten auf dem Friedhof zum Leben.
- In Die Farbe aus dem All wird das Necronomicon wiederholt verwendet, um Schutzzauber zu beschwören.
- Ein Necronomicon aus Menschenfleisch mit Beschwörungsformeln des Okkultisten Aleister Crowley, das sich von Blut ernährt und den geheimnisvollen Song Lacrimus dei Ebrius (Die Tränen Gottes) enthält, ist Gegenstand der Musik-Horrorkomödie Studio 666 von 2021. Die Rockband Foo Fighters spielt die Hauptrolle.
- Ein sprechendes Necronomicon kommt im Film Hui Buh und das Hexenschloss von 2022 vor.

### Musik
- Mehrere Bands, wie u. a. die Aachener Progrock/Krautrock-Band Necronomicon (gegründet 1972) und die deutsche Thrash-Metal-Band Necronomicon, haben sich nach dem Necronomicon benannt oder beziehen sich textlich auf eine der populären Ausgaben (meist eine Simon- oder die Hay-Ausgabe), wie Morbid Angel und Absu. Die Band Andras behauptet, ihren Bandnamen einer dieser Ausgaben entlehnt zu haben.[28] Im Video zu The Faceless God der Black-Metal-Band Mørkriket, nimmt das Necronomicon eine zentrale Rolle in der Handlung ein.
- Die US-amerikanische Band Nox Arcana veröffentlichte 2004 ein Album mit dem Titel Necronomicon.
- Die deutsche Indie-Band Tocotronic veröffentlichte 2002 auf ihrem gleichnamigen Album das Lied Das böse Buch, in dem das Necronomicon Erwähnung findet.
- Die deutsche Mittelalterrock-Band Saltatio Mortis erwähnt das Necronomicon auf dem Album Das Schwarze Einmaleins im Song Abrakadabra
- Im Musikvideo zum Song Necronomical, der sich zudem textlich mit dem Thema befasst, der brasilianischen Death-Metal-Band Krisiun von 2023 blättert ein Mann mit nacktem Oberkörper in einem Necronomicon im Kerzenschein, bis ihm die Hände bluten.[29]

### Computerspiele (Auswahl)
- Ebenfalls eine zentrale Rolle spielen das Necronomicon und der Cthulhu-Mythos im PC-Adventure Prisoner of Ice.
- In dem Computerspiel Max Payne stößt der Protagonist auf einen Tisch im Club Ragnarock, auf welchem, unter anderem, das Necronomicon liegt.
- In dem Spiel Secret of Mana wird das Necronomicon als fliegendes Buch dargestellt, welches den Spieler mit Magie angreift.
- In dem Computerspiel Dota 2 kann das Necronomicon als Item von einem Spieler erworben werden.
- In der Computerspielreihe The Binding of Isaac ist das Necronomicon ein findbares Teufelsitem.
- Im Computerspiel Crusader Kings 2 kann man das Necronomicon finden und dadurch bestimmte Eigenschaften erhalten.
- Im Computerspiel Kingdom Come: Deliverance muss man in einer Quest das Necronomicon beschaffen.
- Im Spiel Die Simpsons Springfield liest Mr. Burns in einer Aufgabe aus dem Buch vor.